# جون إف. قود
جون إف. قود (بالإنجليزية: John F. Good)‏ هو عسكري أمريكي، ولد في 17 يونيو 1936 في Pelham Bay (neighborhood), Bronx ‏ في الولايات المتحدة، وتوفي في 28 سبتمبر 2016 في أيلاند بارك في الولايات المتحدة.